# Fristaden Danzig (1807-1814)
 Denne artikel omhandler en stat, som eksisterede 1807-1814. Opslagsordet har også en anden betydning, se Fristaden Danzig.
Fristaden Danzig (Gdańsk) – (fransk: Ville libre de Dantzig, polsk: Wolne Miasto Gdańsk, tysk: Freie Stadt Danzig) var en bystat i Centraleuropa skabt af Napoleon Bonaparte i 1807 efter fransk indtagelse af byen og indgåelse af Freden i Tilsit. Fristaden forblev fransk protektorat indtil 1814, hvor den blev indlemmet i Preussen.
54°21′N 18°40′Ø / 54.35°N 18.67°Ø